# Relations entre le Brésil et la Nouvelle-Zélande
Les relations entre le Brésil et la Nouvelle-Zélande sont les relations extérieures entre le Brésil et la Nouvelle-Zélande.

## Histoire
Les relations diplomatiques officielles entre le Brésil et la Nouvelle-Zélande ont été établies en 1964. En 1997, le Brésil a ouvert une ambassade à Wellington. La Nouvelle-Zélande a une ambassade au Brésil et un consulat général à São Paulo.
Les deux nations sont membres du Groupe de Cairns et des Nations Unies.